# William Poromaa
William Poromaa (Malmberget, 23 dicembre 2000) è un fondista svedese.

## Biografia
Attivo in gare FIS dal novembre del 2016, Poromaa ha esordito in Coppa del Mondo il 17 marzo 2019 a Falun (55º), ai Campionati mondiali a Oberstdorf 2021, dove si è classificato 9º nella 15 km, 12º nella 50 km, 9º nello skiathlon e 4º nella staffetta e ai Giochi olimpici invernali a Pechino 2022, dove si è piazzato 10º nella 15 km, 9º nella 50 km, 6º nello skiathlon, 4º nella sprint a squadre e 4º nella staffetta. Il 27 febbraio 2022 ha conquistato a Lahti il primo podio in Coppa del Mondo (3º); ai Mondiali di Planica 2023 ha vinto la medaglia di bronzo nella 50 km ed è stato 5º nella 15 km, 5º nello skiathlon e 6º nella staffetta. Il 26 gennaio 2024 ha conquistato la prima vittoria in Coppa del Mondo nella staffetta mista disputata a Goms; ai Mondiali di Trondheim 2025 ha vinto la medaglia d'argento nella 50 km, quella di bronzo nella staffetta e si è classificato 6º nella 10 km e 8º nello skiathlon.

## Palmarès

### Mondiali
- 3 medaglie:
  - 1 argento (50 km a Trondheim 2025)
  - 2 bronzi (50 km a Planica 2023; staffetta a Trondheim 2025)

### Coppa del Mondo
- Miglior piazzamento in classifica generale: 13º nel 2023
- 8 podi (6 individuali, 2 a squadre):
  - 2 vittorie (1 individuale, 1 a squadre)
  - 1 secondo posto (individuale)
  - 5 terzi posti (4 individuali, 1 a squadre)

#### Coppa del Mondo - vittorie
| Data            | Località    | Nazione  | Specialità                                            |
| --------------- | ----------- | -------- | ----------------------------------------------------- |
| 26 gennaio 2024 | Goms        | Svizzera | 4x5 km (con Frida Karlsson, Jens Burman e Linn Svahn) |
| 19 gennaio 2025 | Les Rousses | Francia  | 20 km TC MS                                           |

Legenda:

TC = tecnica classica

MS = partenza in linea

#### Coppa del Mondo - competizioni intermedie
- 1 podio di tappa:
  - 1 secondo posto